# Лягушка Пипа (мультфильм)
«Лягушка Пипа» — рисованный мультипликационный фильм. В 1993 году мультфильм получил продолжение «Пипа и бык».

## Сюжет
О лягушке-фантазёрке, которая вообразила себя медведем, о её встрече с охотником на медведей и тех приключениях, которые с ними произошли.

## Создатели
| Автор сценария       | Сергей Седов                                                                     |
| Режиссёр             | Борис Акулиничев                                                                 |
| Художник-постановщик | Маина Новожилова                                                                 |
| Оператор             | Эрнст Гаман                                                                      |
| Композитор           | Пётр Тумаркин                                                                    |
| Звукооператор        | Нелли Кудрина                                                                    |
| Художники-аниматоры: | Ирина Петелина, Светлана Сичкарь, Олег Сафронов, Андрей Крылов, Антонина Алёшина |
| Роли озвучивали:     | Людмила Ильина — Лягушка Пипа Игорь Верник — Охотник, читает текст от автора     |
| Монтажёр             | Ольга Чекалина                                                                   |
| Редактор             | Алиса Феодориди                                                                  |
| Директор             | О. Хрулёва                                                                       |